# Denis Donaldson
Denis Donaldson (Belfast (Noord-Ierland), 1950 – bij Glenties, 4 april 2006) was een Noord-Iers politicus die tevens spioneerde voor de Britse regering.
Donaldson was een voormalig bestuurder van het Noord-Ierse Sinn Féin, de politieke afdeling van de IRA die Noord-Ierland bij Ierland wil(de) voegen.
Hij was tot voor kort lid van een coalitieregering in Noord-Ierland. Deze kwam vanwege een spionage-affaire ten val; hierin bleek Donaldson de hoofdrol te hebben vervuld. Hij had namelijk twintig jaar lang voor de Britse inlichtingendienst gespioneerd, zo werd er onthuld.
Toen uitkwam dat hij een spion bleek te zijn geweest dook hij in december 2005 onder.
Hij werd begin april 2006 dood aangetroffen in de republiek Ierland; de oorzaak was een schotwond. Onzeker is of hij is vermoord of dat hij de hand aan zichzelf heeft geslagen.